# 骆文襟
骆文襟（英語：Jim Rowan，1965年—）是一位英国企业家。

## 生平
1965年出生于英国格拉斯哥，毕业于格拉斯哥卡利多尼安大学，2007年12月加入黑莓公司担任首席运营官，2012年8月担任戴森公司首席运营官，2017年9月升任首席执行官，2021年2月加入Ember担任消费事业部首席执行官，2022年3月被任命为沃尔沃汽车总裁兼首席执行官。